# Arantina
Arantina là một đô thị thuộc bang Minas Gerais, Brasil. Đô thị này có diện tích 89,382 km², dân số năm 2007 là 2544 người, mật độ 34,7 người/km².